# Le Grand-Abergement
Le Grand-Abergement era una comuna francesa del departamento de Ain, en la región de Auvernia-Ródano-Alpes, que el 1 de enero de 2016 pasó a ser una comuna delegada de la comuna nueva de Haut-Valromey al fusionarse con las comunas de Hotonnes, Le Petit-Abergement y Songieu.

## Demografía
| Gráfica de evolución demográfica de Le Grand-Abergement entre 1800 y 2013 |
|                                                                           |

Los datos demográficos contemplados en este gráfico de la comuna de Le Grand-Abergement se han cogido de 1800 a 1999 de la página francesa EHESS/Cassini, y los demás datos de la página del INSEE.